# Monedele euro din Monaco
Euro (simbol EUR sau €) este moneda comună pentru majoritatea țărilor europene, care fac parte din Uniunea Europeană. Moneda Euro are două fețe diferite, una comună (fața "europeană", arătând valoarea monedei) și una națională ce conține un desen ales de către statul membru UE în care este emisă moneda. Fiecare stat are unul sau mai multe desene proprii. 
Pentru imagini cu fața comună și descrieri detaliate ale monedelor, vezi Monede euro.
Monedele Euro din Monaco au fost emise (până în prezent) în două serii.
- Prima serie
  - Alteța Sa Regală, prințul Rainier al III-lea este ilustrat pe moneda de 2 euro.
  - Un portret dublu, reproducând pe Alteța Sa Regală, prințul Rainier al III-lea și pe prințul moștenitor Albert apare pe moneda de 1 euro.
  - Monedele de 10, 20 și 50 cenți prezintă sigiliul princiar.
  - Monedele de 1, 2 și 5 cenți ilustrează stema prinților suverani ai Principatului Monaco.
- A doua serie
  - Portretul Alteței Sale Regale, prințul Albert al II-lea este ilustrat pe monedele de 1 și 2 euro.
  - Monograma Alteței Sale Regale, prințul Albert al II-lea, apare pe monedele de 10, 20 și 50 cenți.
  - Monedele de 1, 2 și 5 cenți ilustrează stema prinților suverani ai Principatului Monaco.

Pe toate monedele sunt inscripționate cele 12 stele ale UE, anul emisiunii și textul „MONACO”.